# 朱俐靜
朱俐靜（英語：Miu Chu，1981年12月16日—2022年7月3日），臺灣女歌手，客家人。德明財經科技大學資訊管理學系畢業。2009年參加三立電視、臺灣電視公司選秀節目《超級偶像》第三季取得冠軍後出道。2013年3月28日，發行第1張唱片《存在的力量》。2014年10月31日，發行第2張唱片《快樂美人魚》。2020年12月30日，發行第3張唱片《來日方長》。 2022年7月3日因為乳癌而病逝，終年40歲。

## 生平
朱俐靜在家中排行老三，四歲起接受古典音樂訓練，參加選秀節目之前為專職駐唱歌手。2009年參加《超級偶像》歌唱節目後獲得冠軍。2010年代言線上遊戲《尬舞on-line》，為遊戲獻唱〈Sexy Girl〉，在該年11月拿下「Yahoo! 奇摩搜尋大獎」的「最受矚目潛力女歌手獎」；同年，年於Yahoo！奇摩搜尋人氣大獎頒獎典禮中，獲得「2010 最受矚目潛力女歌手」獎項。
2012年11月至12月，參加中国中央电视台選秀節目《直通春晚》，獲得第三輪晉級賽冠軍，更曾在節目中有了《莫文蔚及惠妮·休斯頓 綜合特色》之頭銜。2013年於《eTV 十大巨星》獲第十名；發行首張個人專輯《女神Miu朱俐靜 存在的力量》。2014年2月22日，獲得2013第九屆 KKBOX數位音樂風雲榜「年度最佳新人」；6月1日獲得2013年第十屆 HITO流行音樂獎頒獎典禮「最受歡迎新人」，和身為同門師兄的歌手畢書盡共同獲得「Hito對唱歌曲獎」《我會在你身邊》；10月31日發行第二張專輯《快樂美人魚》。
2015年，參與芒果TV歌唱節目《我是歌手 誰來踢館》；12月16日發行EP《My Way》。2016年獲得HitFM《年度百首單曲》第80名；獲得MTV「2016亞洲大勢歌手」票選前20名；11月11日發行首張黑膠唱片《光的定律》、《存在的力量2016》。2017年2月與友松娛樂及老鷹音樂經紀合約到期，並成立工作室。2017年7月4日宣布加盟寬宏藝術；7月26日首播《夏日進化三部曲-其實沒聊什麼》；8月21日首播《夏日進化三部曲-反對眼淚》；8月26日演唱會中首唱《夏日進化三部曲-咖桃呼》。
2018年3月30日，推出迷你專輯《懂你的獨特》。2020年12月30日，她發行個人專輯《來日方長》。
2021年1月5日受訪，談及自己在2020年初(實際為2019年11月底)被診斷出罹患乳癌，表示自己持續治療中，而《來日方長》是期許自己不要在時間壓力下驚慌失措生活。

## 逝世
2022年7月4日晚間7點半家屬透過臉書發出聲明，朱俐靜因乳癌在前一天（3日）病逝，享年40歲。

## 音樂作品

### 正規專輯
| 發行順序 | 專輯資料                                                         | 曲目 |
| 1st      | 首張專輯《存在的力量》 - 發行日期：2013年3月28日 - 語言：華語    | 曲目 1. 存在的力量（緯來戲劇台韓劇《我的野蠻情人》片頭曲）（詞：朱俐靜／曲：朱俐靜） 2. 女神（緯來戲劇台韓劇《愛情奇蹟》片頭曲） 3. 我不會胡鬧 4. 相愛的模樣（緯來戲劇台韓劇《愛上王世子》片尾曲、TVBS/台視戲劇《唯一繼承者》插曲） 5. 一千萬次的淚水（緯來戲劇台韓劇《我的野蠻情人》片尾曲、台視偶像劇《真愛黑白配》插曲、陸劇《虎妈猫爸》插曲） 6. 我會在你身邊 (Feat.Bii)（韓劇《電視劇帝王》片頭曲、緯來戲劇台《愛情奇蹟》片尾曲、緯來戲劇台《紳士的品格》片頭曲、台視偶像劇《真愛黑白配》插曲） 7. 出愛情記 8. Kiss Me（緯來戲劇台韓劇《紳士的品格》片尾曲、台視偶像劇《真愛黑白配》插曲） 9. 你的聲音 10. 愧 （詞：朱俐靜／曲：朱俐靜） |
| 2nd      | 第二張專輯《快樂美人魚》 - 發行日期：2014年10月31日 - 語言：華語 | 曲目 1. 跑（偶像劇《再說一次我願意》插曲） 2. 濃妝 3. 都給我快樂 4. 我們在同一個頻率 ⁄ 朱俐靜+陳彥允合唱（偶像劇《再說一次我願意》插曲） 5. 我的小生活（偶像劇《再說一次我願意》插曲）（詞：朱俐靜／曲：朱俐靜） 6. 美人魚 7. 下一次擁抱（偶像劇《再說一次我願意》插曲） 8. 我還在原地哭 9. 記錄 10. Don't Go Away |
| 3rd      | 第三張專輯《來日方長》 - 發行日期：2020年12月30日 - 語言：華語   | 曲目 1. 昨天的自己 2. 嘴硬（當我說不愛你） 3. 不完美的完美 4. 不夠好也可以 5. 今天我想來點 6. 當我想念你 7. 來日方長 8. 歡迎光臨 |

### EP
| 發行順序 | EP資料                                                        | 曲目 |
| 1st      | 首張EP《My Way》 - 發行日期：2015年12月16日 - 語言：華語      | 曲目 1. 風起 When The Wind Rises 《TVBS、台視戲劇「唯一繼承者」片頭曲》 2. 安靜 Quietness (Feat.陳勢安)《三立、台視偶像劇「愛上哥們」插曲》（曲：朱俐靜、陳勢安） 3. 以為我可以 I Think I Can 《TVBS、台視戲劇「唯一繼承者」插曲》 4. 幸福的螺旋 LOVE，and Beloved 《民視偶像劇「星座愛情魔羯女」片頭曲》 5. My Way 《TVBS、台視戲劇「唯一繼承者」片尾曲》 |
| 2nd      | 第二張EP《懂你的獨特》 - 發行日期：2018年3月30日 - 語言：華語 | 曲目 1. 其實沒聊甚麼 feat.RPG 2. 我懂你的獨特 3. 反對眼淚 4. 咖桃呼 5. 難得幸福 |

### 精選專輯
| 發行順序 | 專輯資料                                                | 曲目 |
| 1st      | 《想念Miu精選》 - 發行日期：2023年11月15日 - 語言：華語 | 曲目 1. 存在的力量 2. 女神 3. 一千萬次的淚水 4. Kiss Me 5. 相愛的模樣 6. 愧 7. 濃妝 8. 我們在同一個頻率(Feat.陳彥允) 9. 下一次擁抱 10. 我的小生活 11. 跑 12. 都給我快樂 13. 風起 14. My Way 15. 幸福的螺旋 16. 安靜 (Feat.陳勢安) |

### 黑膠唱片EP
| 發行順序 | 黑膠資料 | 曲目 |
| 1st      | 與鐵三角合作發行黑膠唱片《光的定律》 - 發行日期：2016年11月11日 - 語言：華語                                      | 曲目 1. 光的定律 The Light - 電視劇《在一起，就好》插曲 2. 存在的力量2016 Power Of Existence                                                                  |
| 2nd      | 與鐵三角再次合作發行《2017夏日進化三部曲EP》 - 發行日期：2017年7、8月 - 語言：華語                                | 曲目 1. 其實沒聊什麼 (Bla Bla) - 電視劇《燦爛的守護神－鬼怪》片頭曲 2. 反對眼淚 (Against those tears) - 電視劇《燦爛的守護神－鬼怪》片尾曲 3. 咖桃呼(Katouhu) |
| 3rd      | 與鐵三角三度合作發行黑膠唱片，翻唱日本搖滾樂團PERSONZ《Dear Friends》 - 發行日期：2021年2月25日 - 語言：華語/日語 | 曲目 1. Dear Friends (Chinese version) 2. Dear Friends (Japanese version)                                                                                     |

### 單曲
| 發行順序 | 單曲資料                                                          | 曲目 |
| 1st      | 首張單曲《Sexy Girl》 - 發行日期：2010年 - 語言：華語             | 曲目 1. Sexy Girl（超偶五妹：朱俐靜、郭少軒、陳怡帆、張依安、潘雅芳）（尬舞Online主題曲）（數位）（含MV） |
| 2nd      | 首張個人單曲《寵愛之名》 - 發行日期：2011年2月26日 - 語言：華語   | 曲目 1. 寵愛之名                                                                                          |
| 3rd      | DEMO《心跳的邊緣•因愛痊癒》 - 發行日期：2015年7月1日 - 語言：華語 | 曲目 1. 心跳的邊緣•因愛痊癒                                                                               |
| 4th      | 第二張個人單曲《你的好》 - 發行日期：2018年7月30日 - 語言：華語   | 曲目 1. 你的好（大愛電視台電視劇《真愛源起》片頭曲）                                                      |

### 合輯
| 發行順序 | 合輯資料                                                                        | 曲目 |
| 1st      | 合輯中國婦女發展基金會公益《轉動幸福 轉動愛》EP - 發行日期：2011年 - 語言：華語 | 曲目 1. 轉動幸福 轉動愛（與林宗興、糖糖樂團合唱）（中國婦女發展基金會-母親健康快車主題曲） 2. 奉獻你的愛 轉動幸福 轉動愛（母親健康快車） |

### 公益獻唱
| 發行順序 | 合輯資料                                                                 | 曲目           |
| 1st      | 107年度桃園市身心障礙街頭藝人應援歌曲-愛無礙 - 日期：2018年 - 語言：華語 | 曲目 1. 愛無礙 |

## 演唱會
| 日期           | 演唱會站次 | 演唱會名稱                                  | 舉行地點                               |
| 2009年12月11日 | 台北站     | 朱俐靜 MIU 河岸留言首場個人演唱會           | 河岸留言西門紅樓展演館                 |
| 2010年3月6日   | 台北站     | 朱俐靜春之聲演唱會                          | Taipei Legacy傳記-華山1914創意文化園區 |
| 2011年3月12日  | 台北站     | [Big_Secret]朱俐靜MIU_and_YOU演唱會         | Taipei Legacy傳記-華山1914創意文化園區 |
| 2013年3月17日  | 台北站     | 朱俐靜/存在的力量首唱會                     | Taipei Legacy傳記-華山1914創意文化園區 |
| 2014年12月6日  | 台北站     | 朱俐靜Miu給你快樂 Live Concert              | ATT SHOW BOX                           |
| 2015年4月18日  | 台北站     | MIU Voice UP Concert 讚聲演唱會             | Taipei Legacy傳記-華山1914創意文化園區 |
| 2017年5月6日   | 台北站     | 2017 Voice Up Concert讚聲演唱會             | Taipei Legacy傳記-華山1914創意文化園區 |
| 2017年8月26日  | 台北站     | MIU x 鐵三角 Bla Bla Concert                | Taipei Legacy傳記-華山1914創意文化園區 |
| 2019年6月8日   | 台北站     | 2019 Voice Up Concert-當我想念你-讚聲演唱會 | Taipei Legacy傳記-華山1914創意文化園區 |

## 超級偶像表演歌曲
| 播出日期   | 節目主題                    | 演唱歌曲              | 原唱          | 得分      | 備註                                    |
| 2009-02-07 | 前進超3資格賽               | 舊夢                  | 彭佳慧        |           | 三個燈亮失敗                            |
| 2009-02-07 | 前進超3資格賽               | If I Ain't Got You    | Alicia Keys   |           | 加分題過關                              |
| 2009-03-07 | 46淘汰16人PK賽（上）        | 帶我走                | 楊丞琳        |           | 2:3 敗給陳怡帆                          |
| 2009-03-21 | 百大金曲淘汰賽              | 愛情證書              | 孫燕姿        |           |                                         |
| 2009-03-28 | 我唱的比偶像好聽            | 崇拜                  | 梁靜茹        |           |                                         |
| 2009-04-04 | 人氣 VS 實力                | 愛了就知道            | 戴愛玲        |           | 《20強決定賽》                          |
| 2009-04-11 | 我的來電答鈴                | 春去春又回            | 陳淑樺        | 41.6分    | 《20取18高壓賽》                        |
| 2009-04-18 | 挑戰評審指定賽              | 星星I'm not a star    | 順子          | 42.3分    | 《18取16高壓賽》                        |
| 2009-04-25 | 把愛唱給你聽                | 感謝你用心愛我        | 彭羚          | 42.2分    | 《17取15高壓賽》                        |
| 2009-05-02 | 評審指定曲進階版            | 守著陽光守著你        | 潘越雲        | 41.9分    | 《15取14淘汰賽》                        |
| 2009-05-09 | 是戰友還是敵人              | 天下有情人            | 周華健、齊豫  | 43.2分    | 《14取13淘汰賽》 與段旭明合唱           |
| 2009-05-16 | 讓經典重現                  | 結髮一輩子            | 林慧萍        | 42.2分    | 《13取12淘汰賽》                        |
| 2009-05-23 | 高手大軍壓境                | 親愛的你怎麼不在身邊  | 江美琪        | 42.1分    | 《12取11踢館賽》 敗邵慧芸               |
| 2009-05-30 | 超1超2強勢來PK              | 我多麼羨慕你          | 江美琪        | 42.3分    | 《11取10》 平黃文星                     |
| 2009-06-13 | 肢體震撼教育                | 真情人                | 李玟          | 43.0分    | 《15強決定賽》                          |
| 2009-06-20 | 百大金曲PK賽                | 愛上你等於愛上寂寞    | 那英          | 42.6分    | 《14強決定賽》                          |
| 2009-06-27 | 脫胎換骨大突破              | 百年孤寂              | 王菲          | 42.8分    | 《14取13男女PK賽》 勝蔡昌憲             |
| 2009-07-04 | 網友指定曲                  | 酒矸倘賣嘸            | 蘇芮          | 42.2分    | 《13取12淘汰賽》                        |
| 2009-07-11 | 歷屆超偶來助陣              | Bring me to life      | 伊凡賽斯      | 42.9分    | 《11強決定賽》 與林宗興合唱             |
| 2009-07-18 | 高手踢館賽                  | 一個人跳舞            | 張惠妹        | 42.9分    | 《十強決定賽》 敗徐杰                   |
| 2009-07-25 | 挑戰性感魅力                | 玫瑰香                | 林憶蓮        | 42.8分    |                                         |
| 2009-08-01 | 發片歌手PK賽                | 曖昧 (粵)             | 王菲          | 42.5分    | 《九強決定賽》 敗林吟蔚（42.6分）       |
| 2009-08-08 | 山寨巨星踢館賽Ⅰ             | Without you           | 瑪麗亞凱莉    | 44.4分    |                                         |
| 2009-08-15 | 山寨巨星踢館賽Ⅱ             | 心痛的感覺            | 蘇芮          | 43.1分    |                                         |
| 2009-08-22 | 快慢歌雙重考驗              | Sway                  | 小野貓        | 43.1分    | 《舞台魅力》                            |
| 2009-08-22 | 快慢歌雙重考驗              | 夜夜夜夜              | 齊秦          | 43.4分    | 《情感滿分》                            |
| 2009-08-29 | 復仇者凶狠來襲              | 當我開始偷偷地想你    | 張惠妹        | 43.5分    | 《七強決定最終回》 勝杜寶珍（42.8分）   |
| 2009-09-05 | 超2超3大火拚                | Listen                | 碧昂絲        | 44.4分    | 《六強決定賽1》 勝符瓊音（44.0分）      |
| 2009-09-06 | 香港星光PK台灣超偶          | Without you           | 瑪麗亞凱莉    | 76.0分    |                                         |
| 2009-09-12 | 超強軍團來襲                | New York New York     | Frank Sinatra | 43.5分    | 《六強決定賽2》                         |
| 2009-09-19 | 兩岸對決跨海尋仇            | 讓每個人都心碎        | 黃大煒        | 43.0分    | 《冠軍積分賽Part 1》 敗丁少華（43.3分） |
| 2009-09-26 | 港台大對決                  | Revolution            | F.I.R         | 43.7分    | 《冠軍積分賽Part 2》 勝李志豪（42.5分） |
| 2009-10-03 | 超2復仇、超3火拚            | Because of you        | 凱莉克萊森    | 43.8分    | 《冠軍積分賽Part 3》 勝林吟蔚（43.2分） |
| 2009-10-10 | 總冠軍賽-《破繭》慢歌自選曲 | 睡吧我的愛            | 許景淳        | 44.4分    | 第一階段結束排名第一                    |
| 2009-10-10 | 總冠軍賽-《撼動》勁歌舞曲   | Dream Girls           | 碧昂絲        | 44.6分    | 第二階段結束排名第一                    |
| 2009-10-10 | 總冠軍賽-《登峰》高分挑戰曲 | I Surrender           | Celine Dion   | 45.9分    |                                         |
| 2009-10-24 | 舞王舞后爭霸戰（下集）      | Bad boy               | 張惠妹        | 平均9.1分 | 與鍾舒祺並列舞后                        |
| 2009-10-31 | 兩岸EP爭奪戰                | 玫瑰人生              | 許景淳        | 43.9分    | 當日最高分 獲得發EP資格                 |
| 2009-11-21 | 30強資格賽Ⅲ                 | How do I live         | LeAnn Rimes   |           | 導唱焦曼琳                              |
| 2009-11-28 | 30強資格賽Ⅳ                 | More More More        | 蕭亞軒        |           | 導唱陳湘宜                              |
| 2010-05-29 | 《超4》七強決定賽           | DEJA VU+CRAZY IN LOVE | 碧昂絲        | 44.1分    | 勝郭少軒（43.0分）                      |
| 2010-06-19 | 《超4》冠軍積分賽           | 眉飛色舞+不如跳舞     | 鄭秀文+陳慧琳 | 44.4分    | 勝曾昱嘉（44.2分）                      |
| 2011-02-26 | 《超5》七強決定賽           | 寵愛之名              | 朱俐靜        |           | 宣傳單曲+演唱會                         |
| 2011-04-16 | 超偶第一屆金像獎頒獎典禮    | Simarik+顏色          | tarkan+李玟   |           | 與羅平合唱 花絮-與符瓊音合唱I Surrender |
| 2011-08-06 | 《校1》36取30強校際爭霸     | 寵愛之名              | 朱俐靜        |           | 開場嘉賓                                |
| 2011-11-12 | 《校1》總決賽（1）Live      | Sexy Girl+美人計      | 朱俐靜+蔡依林 |           | 開場嘉賓                                |
| 2011-11-19 | 《校1》總決賽（2）Live      | Goodbye Baby          | miss A        |           | 與王瀞韓、黎卉淇合唱 開場嘉賓           |
| 2012-06-30 |                             | 一個人跳舞            | 張惠妹        |           |                                         |
| 2013-03-09 | 超級偶像7五強               | 存在的力量            | 朱俐靜        |           | 特別嘉賓                                |
| 2013-03-16 | 超級偶像7總冠軍賽           | 一千萬次的淚水        | 朱俐靜        |           | 歷屆冠軍                                |
| 2014-03-23 | 超級偶像8特別節目           | 一千萬次的淚水        | 朱俐靜        |           | 與超8冠軍陳詩妤合作                     |
| 2014-03-23 | 超級偶像8特別節目           | 存在的力量            | 朱俐靜        |           | 特別嘉賓                                |

## 獎項
| 年份 | 獎項 |
| 2010 | - Yahoo！奇摩搜尋人氣大獎-2010最受矚目潛力女歌手獎                                                                      |
| 2013 | - 第四屆壹週刊娛樂大賞-最具潛力女歌手 - eTV十大巨星-第十名                                                              |
| 2014 | - 第九屆KKBOX風雲榜-年度最佳新人奬 - 2014Hito流行音樂獎-2014年度最受歡迎新人獎、Hito對唱歌曲《我會在你身邊》Feat.畢書盡 |
| 2016 | - 2016HitFM Hito年度百首單曲-My Way - 2016MTV「2016亞洲大勢歌手」票選前20強                                             |
| 2018 | - 2017HitFM Hito年度百首單曲-其實沒聊什麼、反對眼淚                                                                     |
| 2019 | - 2018HitFM Hito年度百首單曲-我懂你的獨特                                                                               |

## 外部連結
- 朱俐靜 Miu Chu的Facebook專頁
- 朱俐靜的新浪微博
- YouTube上的 Miu朱俐靜官方頻道
- 朱俐靜官方的Instagram帳戶

| 前任： 艾成 | 超級偶像冠軍 2009年2月7日-2009年10月31日 | 繼任： 曾昱嘉 |